# Carl Friedrich Leopold von Gerlach
Carl Friedrich Leopold von Gerlach (Berlim, 25 de agosto de 1757 — Berlim, 8 de junho de 1813) foi o primeiro prefeito de Berlim, de 6 de julho de 1809 até a data de sua morte.